# Битюг (річка)
Битю́г (рос. Битюг) — річка в Тамбовській, Липецькій і Воронізькій областях, ліва притока Дону.
Довжина — 379 км, площа басейну — 8840 км². Протікає Оксько-Донською рівниною. Долина місцями заболочена. Правий берег високий, покритий листяними лісами; лівий берег низький, розораний степ. Живлення річки снігове. Середньорічна витрата води — 18,2 м³/с. Льодостав з середини грудня по кінець березня.

## Притоки

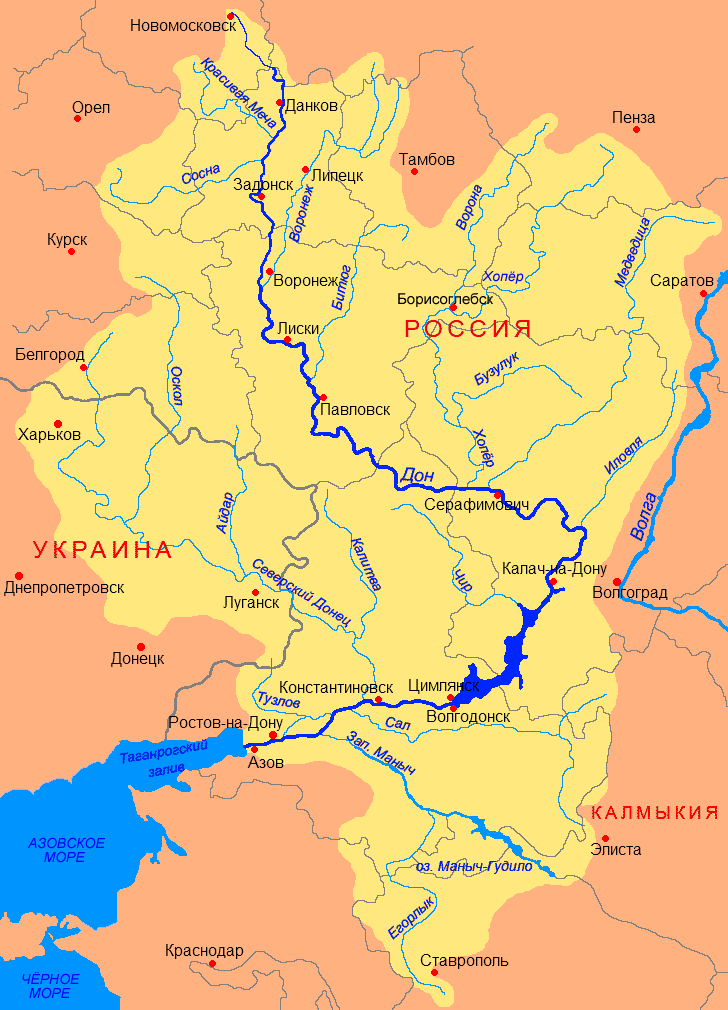
Басейн Дону

Ліві притоки Битюгу:
- Курлак
- Тишанка
- Чигла
- Ертіль
- Мечеть
- Мордовка
- Риб'ячий Яр
- Мала Березівка
- струмок Крутий
- Кисляй

Праві притоки Битюгу:
- Пласкуша
- Малейки
- Плота
- Чамлик
- Тойда
- Анна
- Мосоловка